# Carola Miró i Bedós
Carola Miró i Bedós   (Barcelona, 1965 - Girona, 4 de maig de 2024) fou una mestra catalana i Primera Dama de Catalunya entre el 2018 i el 2020, durant el mandat del 131è President de la Generalitat de Catalunya, exercit per Joaquim Torra i Pla.
Exercí de mestra a l'escola concertada Thau de Barcelona, pertanyent a la Institució Cultural del Centre d'Influència Catòlica (ICCIC). L'any 2007 demanà una excedència per a viure amb la seva família durant un any a Suïssa, on treballava el seu espòs a l'asseguradora Winterthur. Miró i Torra havien estudiat plegats als Jesuïtes de Sarrià i havien tingut tres fills.
En l'àmbit polític, Miró i Bedós formà part de les llistes de Reagrupament per a la demarcació de Barcelona a les eleccions al Parlament de Catalunya de l'any 2010, en la 77a posició. Ideològicament, com el seu marit, era catòlica practicant i partidària de la independència de Catalunya.
L'any 2020 fou intervinguda per un càncer, moment en què el seu marit, llavors en el mandat de president català, suspengué temporalment tota la seva agenda pública. La malaltia no li remeté, i el 4 de maig del 2024 morí a l'Institut d'Assistència Sanitària de Girona després d'haver-hi romàs hospitalitzada en estat molt greu durant un temps.